# Pahonia (gazeta)
Pahonia (biał. Пагоня) – białoruska niepaństwowa gazeta wychodząca od 1991 do 2001 roku w wersji papierowej. Redaktorami gazety byli Pawieł Mażejka i Mikałaj Markiewicz. Po decyzji o zamknięciu przez sąd najwyższy gazeta ukazuje się jedynie w wersji internetowej. W publikowanych na jej łamach artykułach dominuje punkt widzenia krytyczny wobec prezydenta Alaksandra Łukaszenki, prodemokratyczny i niepodległościowy.